# Jean-François Louis d'Orsay
Pour les articles homonymes, voir Orsay (homonymie).
 (septembre 2022).
Jean François Louis Marie Albert Gaspard Grimod, 3e comte d'Orsay, dit Albert d'Orsay, né le 19 mai 1775 à Paris, mort le 26 décembre 1843 à Rupt-sur-Saône (Haute-Saône), est un général français de la Révolution et de l’Empire.

## Origines et lignage
Fils de Pierre Gaspard Marie Grimod d'Orsay et de Marie-Louise-Amélie de Croÿ (1748-1772), fille du prince Guillaume-François de Croÿ-Solre. Il épouse en 1801, Éléonore de Würtemberg, baronne de Franquemont (1771-1833). Le couple a un fils, le dandy Alfred d'Orsay et une fille, Ida [Anna], duchesse de Gramont.

## États de service
Il entre en service le 25 janvier 1791, comme sous-lieutenant au régiment de Hohenlohe au service de l’armée autrichienne, et le 28 février 1794, il passe dans le corps de uhlans de Charles Schwarzenberg, puis il démissionne le 31 mai 1797.
Le 18 octobre 1804, il est nommé chef de bataillon au 12e régiment d’infanterie de ligne.
En 1809 il sert à l’armée d’Italie, et il est blessé le 11 mai à Oderzo. Il est fait chevalier de la Légion d’honneur le 26 mai 1809, et il est créé baron de l’Empire le 15 août 1809. Le 24 août suivant, il est promu adjudant-commandant, et le 5 septembre, il prend les fonctions de chef d’état-major de la 4e division d’infanterie du général Puthod. Il est nommé colonel le 26 novembre 1811, au 122e régiment d’infanterie de ligne, et de 1811 à 1813, il est affecté à l’armée d’Espagne. Il est blessé le 30 juillet 1811, près de Pampelune.
Surnommé le beau d'Orsay, il est promu général de brigade le 19 novembre 1813, et il est élevé au grade d’officier de la Légion d’honneur le 28 novembre 1813. Il est mis en non activité le 1er septembre 1814. Le 8 septembre 1815, il commande la 2e brigade de la 1re division d'infanterie de la garde royale, et le 16 mai 1816, il fait partie du conseil de guerre chargé de juger le général Rigaux. 
Il est fait commandeur de la Légion d’honneur le 3 juin 1820, et commandeur de Saint-Louis le 1er mai 1821. Il est élevé au grade de général de division le 30 juillet 1823, et le 9 janvier 1824, il est nommé gentilhomme ordinaire de la chambre du roi. Le 22 janvier 1824, il prend le commandement de la division du Haut-Èbre à la place du général Jamin, et il rentre en France en décembre 1824. Disponible en décembre 1825, il devient inspecteur général d'infanterie pour les 9e et 10e division militaire le 6 mai 1829. Disponible de nouveau le 26 août 1829, il est compris dans le cadre de réserve de l'état-major général le 7 février 1731. 
Il meurt le 26 décembre 1843, à Rupt-sur-Saône.

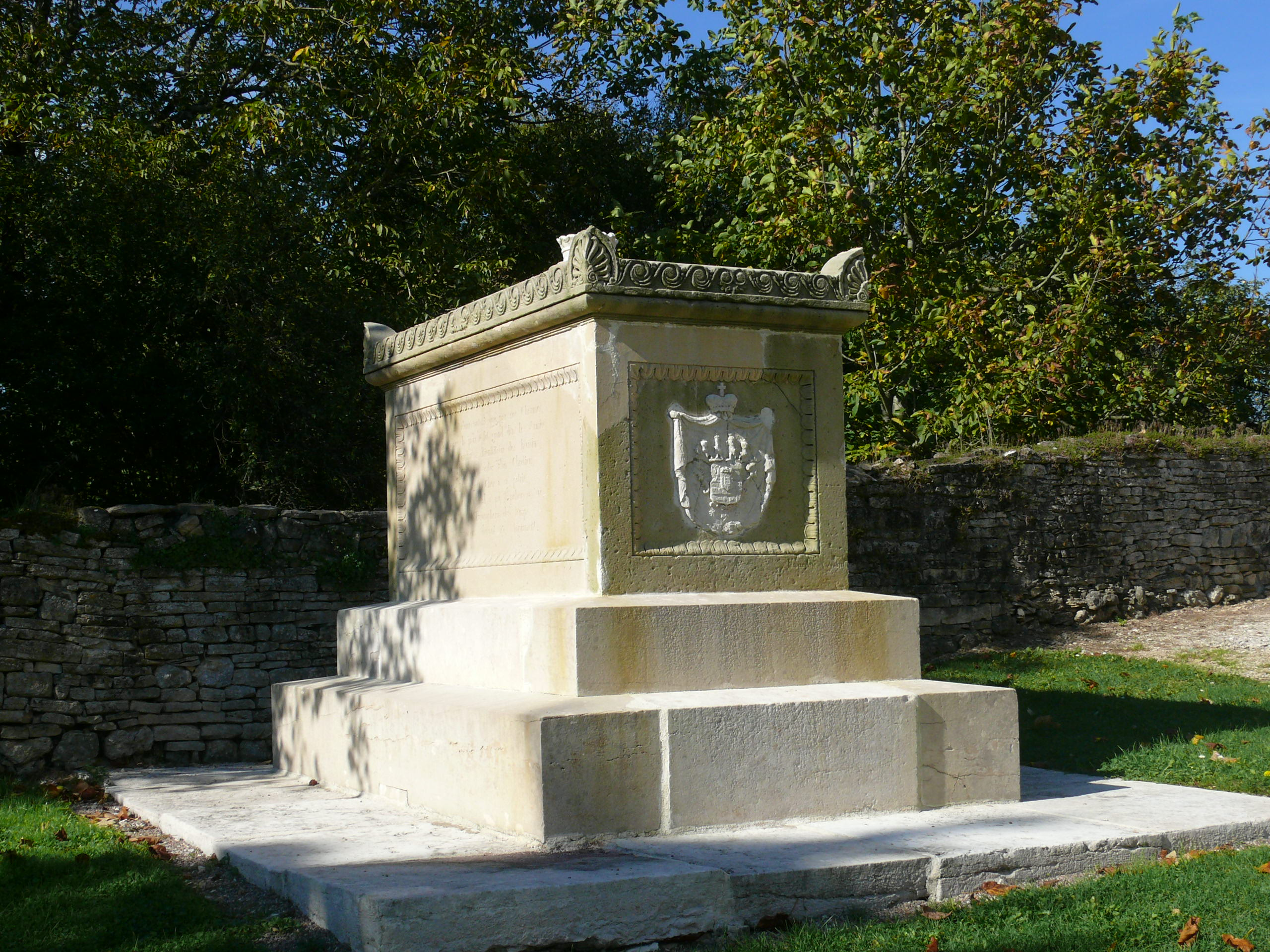
Tombeau du 3ème comte d'Orsay à Rupt-sur-Saône.

## Dotation
- Le 15 août 1809, donataire d’une rente de 4 000 francs sur les biens réservés en Hanovre.

## Armoiries
| Figure | Nom du baron et blasonnement |
| ------ | --- |
|        | Armes du baron Jean François Louis Marie Albert Gaspard Grimod et de l'Empire, décret du 15 août 1809, lettres patentes du 11 juillet 1810, commandeur de la Légion d'honneur Ecartelé, au premier fascé d'argent et de gueules de huit pièces ; au deuxième des barons tirés de l'armée ; au troisième bandé d'azur et d'or de six pièces chargé d'une ombre de lion, tracée de sable, à la bordure engrelée de gueules ; au quatrième partie au premier de sable au comble d'or, au deuxième d'argent à la fasce de gueules ; sur le tout d'azur à la fasce d'or ; accompagnée en chef d'un croissant d'argent entre deux toiles d'or, et en pointe d'une poisson nageant sur une rivière d'argent - Livrées : les couleurs de l'écu. |